# D/C. Magazyn dziewczyny i chłopaka
D/C. Magazyn dziewczyny i chłopaka – magazyn Głosu Wielkopolskiego ukazujący się w latach 1993-2003.
13 stycznia 1993 po raz pierwszy ukazał się dział Dziewczyna i chłopak, jako integralna część Głosu Wielkopolskiego (wydania dwa razy w tygodniu – we wtorki i czwartki). Jeszcze tego samego roku zaczęto w czwartki wydawać osobny 16-stronnicowy magazyn w kolorze zatytułowany D/C. Magazyn dziewczyny i chłopaka. Pierwszą redaktorką naczelną została Izabela Urbanowicz, następnie zastąpiona przez Edytę Wasilewską. Wśród redaktorów znaleźli się m.in.: Krzysztof Grabowski, Marcin Murawski, Marcin Kostaszuk, Przemysław Wenerski, Sławomir Lechna i Tomasz Cylka.